# نیکسبورگ (آلاباما)
نیکسبورگ (به انگلیسی: Nixburg) یک منطقهٔ مسکونی در ایالات متحده آمریکا است که در شهرستان کوسا، آلاباما واقع شده‌است. نیکسبورگ ۲۲۰٫۹۸ متر بالاتر از سطح دریا واقع شده‌است.